# Marlborough (region)
Marlborough är en av Nya Zeelands 16 administrativa regioner, och ligger på Sydön. Området är också ett av Nya Zeelands största vinterritorier. Här finns några av Nya Zeelands största vingårdar och vinproducenter och har sedan 1970-talet ökat sin produktion märkbart. Marlboroughs största stad heter Blenheim.

## Demografi
| Befolkningsutvecklingen i Marlborough 1991–2018 | Befolkningsutvecklingen i Marlborough 1991–2018 | Befolkningsutvecklingen i Marlborough 1991–2018 | Befolkningsutvecklingen i Marlborough 1991–2018 | Befolkningsutvecklingen i Marlborough 1991–2018 |
| ----------------------------------------------- | ----------------------------------------------- | ----------------------------------------------- | ----------------------------------------------- | ----------------------------------------------- |
|                                                 |                                                 |                                                 |                                                 |                                                 |
| År                                              |                                                 |                                                 | Folkmängd                                       |                                                 |
| 1991                                            | 1991                                            |                                                 | 35 148                                          |                                                 |
| 1996                                            | 1996                                            |                                                 | 38 397                                          |                                                 |
| 2001                                            | 2001                                            |                                                 | 39 561                                          |                                                 |
| 2006                                            | 2006                                            |                                                 | 42 549                                          |                                                 |
| 2013                                            | 2013                                            |                                                 | 43 416                                          |                                                 |
| 2018                                            | 2018                                            |                                                 | 47 340                                          |                                                 |
|                                                 |                                                 |                                                 |                                                 |                                                 |